# Фоміна Катерина Іванівна
Катерина Іванівна Фоміна (нар. 8 грудня 1947, місто Балта Одеської області) — українська радянська діячка, фрезерувальниця Мелітопольського моторного заводу Запорізької області. Депутат Верховної Ради СРСР 10—11-го скликань.

## Біографія
Народилася в родині робітника. У 1965 році закінчила середню школу в місті Балта.
У 1965—1968 роках — робітниця зеленого господарства міськкомунгоспу, помічник продавця магазину в місті Балта Одеської області.
У 1968 році — учениця фрезерувальника, з 1968 року — фрезерувальниця Мелітопольського моторного заводу Запорізької області. Ударник комуністичної праці, раціоналізатор.
Потім — на пенсії в місті Мелітополі Запорізької області.

## Нагороди
- орден «Знак Пошани»
- медалі